# 长临河镇
长临河镇，是中华人民共和国安徽省合肥市肥东县下辖的一个乡镇级行政单位。
2006年11月，六家畈镇与长临河镇合并，组成新的长临河镇，镇人民政府驻长临社区，六家畈街区划分为湖滨和宝塔两个村。2020年，肥东县调整全县乡镇下辖的村级行政区划，长临河镇境内的所有行政村均被改置或并入社区。

## 行政区划
长临河镇下辖以下地区：
长临社区、四顶社区、罗店社区、六家畈社区、白马社区、茶山社区、东光社区、团结社区、罗洪村、施口社区和虹光社区。